# Република Македонија на Зимским олимпијским играма 2002.
Републици Македонији је ово било друго учествовање од кад је постала самостална држава, на Зимским олимпијским играма 2002. у Солт Лејк Ситију.
Македонија је учествовала са два мушка такмичара у два спорта односно четири дисциплине. У алпском скијању учествовали су у слалому и велеслалому а у скијашком трчању у спринту и трчању на 30 км и нису освојили ниједну медаљу.
Најмлађи такмичар у екипи Македоније био је алпска скијаш Дејан Пановски са 21 годину и 297 дана, а најстарији скијашки тркач Ђоко Динески са 29 година и 154 дана.
Заставу републике на свечаном отварању Игара 2002. носила је једина женска македонска учесница Зимских олимпијских игара до тада Јана Николовска.
Најуспешнији такмичар био је Дејан Пановски који је дисциплини велеслалом заузео 52. место.

## Учесници по спортовима
| Спорт           | Мушкарци | Жене | Укупно |
| --------------- | -------- | ---- | ------ |
| Алпско скијање  | 1        | 0    | 1      |
| Скијашко трчање | 1        | 0    | 1      |
| Укупно(2)       | 2        | 0    | 2      |

## Алпско скијање
| Тачмичар       | Дисциплина | Резултати    | Резултати    | Резултати    | Резултати    | Резултати |
| Тачмичар       | Дисциплина | 1. трка      | 2. трка      | Укупно       | Пласман      |           |
| -------------- | ---------- | ------------ | ------------ | ------------ | ------------ | --------- |
| Дејан Пановски | Слалом     | Није завршио | Није завршио | Није завршио | Није завршио |           |
| Дејан Пановски | Велеслалом | 1:20,48 (65) | 1:18,30 (52) | 1:38,78      | 52 / 57 (78) |           |

## Скијашко трчање
| Име          | Дисциплина   | Квалификације | Квалификације | Четвртфинале         | Четвртфинале         | Полуфинале           | Полуфинале           | Финале               | Финале               | Финале      |
| Име          | Дисциплина   | Време         | Пласман       | Време                | Пласман              | Време                | Пласман              | Време                | Заостатак            | Пласман     |
| ------------ | ------------ | ------------- | ------------- | -------------------- | -------------------- | -------------------- | -------------------- | -------------------- | -------------------- | ----------- |
| Ђоко Динески | Спринт       | 3:29,29       | 64            | Није се квалификовао | Није се квалификовао | Није се квалификовао | Није се квалификовао | Није се квалификовао | Није се квалификовао | 64 / 71     |
| Ђоко Динески | 30 км потера |               |               |                      |                      |                      |                      | 1,33:33,9            | 22:02:9              | 68 /68 (78) |